# Valerie Park
Valerie Park of Hope Street is een sportstadion in Prescot, Merseyside in het bestuurlijke gebied Knowsley. Het is het thuisstadion van Prescot Cables FC, die in de Northern Premier League spelen, maar ook van AFC Liverpool, die in de North West Counties Football League spelen. Het stadion werd geopend in 1906 als rugbystadion.